# 奥利维耶·普贝勒
奥利维耶·普贝勒 （法語：Olivier Poubelle；1960年6月12日—），法国文化企业家。

## 生平
奥利维耶·普贝勒在1960年6月12日出生於法国埃夫勒，在取得了巴黎索邦大学的现代史硕士学位之后，先后在沙特尔美术馆（Musée des beaux Arts de Chartres）任档案管理员、法国国家口语文化中心（Centre de Littérature orale）担任行政负责人。
1987年，他创立了学术性期刊《Dire》 並擔任主编，一直到1995年。在此期间，他开始从事口头性的文化艺术活动（如：音乐节、唱片公司、经纪公司等），而后他转战演唱会组织及演出厅经营行业。
经过多年的努力，他網羅了多位充满个性的优质音乐人，如：加里（Cali）、托马斯·费赫森 （Thomas Fersen ）、维森特·德莱姆（Vincent Delerm）、亚力克斯·比奥蓬（Alex Beaupain）、史蒂芬·艾雪（Stephan Eicher）、海盗之心（Cœur de pirate）等等。
2003年，他接管了位于巴黎的La Maroquinerie演出厅，2004年接管了著名的巴塔克蘭劇院。
2010年，他于彼得·布魯克之后接手了位于巴黎第10区的北方布非劇院，并与奥利维耶·芒岱（Olivier Mantei）联合管理。随后的2013年，他成为了巴黎第18区的 des Trois Baudets演出厅。
同时，奥利维耶·普贝勒也是多个法国现代流行音乐及文化委员会的成员，如：法国国家电影及动画中心（CNC）、法国国家文化多样性中心（CNV）。
2013年，法国政府文化部授予他「艺术与文学勋章」，以表彰其在文化界发展进程中作出的贡献。
2015年，他成为了Les Antennes de la Relève 的行政主席，旗下的电台品牌「Radio Néo」 一直致力于宣传并推广新兴的法语文化作品项目。
通过其控股公司，近年来奥利维耶·普贝勒也开始进入电影制作行业，如：2017上映的由 Vincent Macaigne出演的电影 《Pour le Réconfort》，以及2015年上映的由旗下著名说唱歌手奥雷尔桑本色出演的讲述其职业生涯的音乐喜剧电影《Comment c’est loin》。

## 未竟之园
目前，由他管理的文化公司「未竟之园」主要负责以下业务
- 经营管理及合作经营管理若干位于巴黎的文化演出场地：北方布非剧院、巴塔克蘭劇院、La Maroquinerie演出厅、des Trois Baudets演出厅。

- 演出制作（相关部门：Astérios Spectacle、3 Pom Prod、Yuma Productions、GiantSteps及 La Belle Saison）。

- 出版及唱片制作 （相关部门：Silène Édition)。

- 影视制作 （相关部门及作品：Les Canards Sauvages)

- 制作电影：2013年的《一个平淡的故事》 （奥黛丽·伊斯特罗哥导演） 、2015年的《Comment c’est loin 》 （Orelsan主演）、2017的《Pour le Réconfort》（Vincent Macaigne主演）。

- 位于巴黎第九区的Pigalle录音工作室。